# '74-'75
'74–'75 est un single tiré de l'album intitulé Ring (en) du groupe américain The Connells. La chanson fut un succès en Europe, particulièrement en Suède et en Norvège dans lesquelles la chanson atteignit la première place des ventes.
Écrite et composée par Mike Connell, la chanson, assez mystérieuse en elle-même, fait référence aux souvenirs liés à une promotion d'école qu'il aurait fréquentée durant l'année scolaire 1974/1975.

## Clip musical
Le clip fut réalisé par Mark Pellington et a été tourné au lycée d’origine du groupe, le Broughton High School à Raleigh en Caroline du Nord, en 1993. Le clip montre plusieurs membres de la classe de 1975, comparant des photographies de l'album de fin d'année avec des prises de vue des mêmes personnes telles qu'elles sont devenues en 1993.

## Pistes
7" single
1. "'74–'75" — 4:36
2. "New Boy" (live at the Purple Dragon Studio in Atlanta, GA) — 4:44

CD single
1. "'74–'75" — 4:36
2. "New Boy" (live at the Purple Dragon Studio in Atlanta, GA) — 4:44

CD maxi
1. "'74–'75" (album version) — 4:36
2. "Logan Street" — 3:39
3. "Fun & Games" (live at the Purple Dragon Studio in Atlanta, GA) — 3:07
4. "New Boy" (live at the Purple Dragon Studio in Atlanta, GA) — 4:44

## Succès et ventes
Alors qu'elle ne connut pas un immense succès aux États-Unis, la chanson fut dans le top 20 de la plupart des pays d'Europe au début de l'année 1995. En août, finalement diffusé au Royaume-Uni, elle atteignit la 14e place. Lors d'une seconde sortie en mars 1996, le single n’atteignit que la 21e place.

### Classement
| Classement (1995)                 | Meilleure position |
| --------------------------------- | ------------------ |
| Austrian Singles Chart            | 6                  |
| Belgique (Flandre) Singles Chart  | 2                  |
| Belgique (Wallonie) Singles Chart | 9                  |
| Dutch Top 40                      | 8                  |
| SNEP (France)                     | 4                  |
| German Singles Chart              | 7                  |
| Irish IRMA Singles Chart          | 6                  |
| Italian Singles Chart             | 17                 |
| Norwegian Singles Chart           | 1                  |
| Swedish Singles Chart             | 1                  |
| Swiss Singles Chart               | 3                  |
| UK Singles Chart                  | 14                 |
| Classement (1996)                 | Meilleure position |
| UK Singles Chart                  | 21                 |